# غراهام أنتوني ديفين
غراهام أنتوني ديفين (بالإنجليزية: Graham Anthony Devine)‏ هو موسيقي بريطاني، ولد في 1971.

## وصلات خارجية
- غراهام أنتوني ديفين على موقع ميوزك برينز (الإنجليزية)